# 佐久市立浅間中学校
佐久市立浅間中学校（さくしりつあさまちゅうがっこう）は、長野県佐久市に所在する公立の中学校。

## 沿革
- 1960年（昭和35年）4月 - 北佐久郡浅間町立岩村田中学校、平根中学校、中佐都中学校、高瀬中学校が統合し創立。
- 1962年（昭和37年） - 校舎完成までの間は部校制としたが、同年4月より実質統合。
- 2010年（平成22年） - 新校舎竣工
- 2024年（令和６年）  -校舎増築工事

## 出身者
- 荒川尭 - 元プロ野球選手
- 菊池大介 - サッカー選手
- 佐藤清治 - 元陸上競技選手
- 白井悠介 - 声優